# チャンプル①〜ハッピーマリッジソングカバー集〜
『チャンプル①〜ハッピーマリッジソングカバー集〜』は、2009年7月15日にアップフロントワークス（zetimaレーベル）から発売されたハロー!プロジェクトのカバー・アルバムである。

## 概要
初回仕様にはフォトカード5種がランダムで封入されている。
タイトルの「チャンプル」は、沖縄方言で「混ぜこぜにしたもの」という意味。そのタイトル通り、今アルバム発売のタイミングでハロー!プロジェクト内で過去に存在した複数のシャッフルユニットを現在のメンバーでグループの垣根を超えて再編成している。
結婚パーティや披露宴などでよく歌われる曲がカバーされている。

## 収録曲
- プロデュース：つんく♂

1. DIAMONDS ＜ダイアモンド＞ / High-King [5:17]
  - 作詞：中山加奈子 / 作曲：奥居香 / 編曲：田中直

プリンセス プリンセスの楽曲のカバー。
2. 愛は勝つ / ℃-ute・真野恵里菜 [3:56]
  - 作詞・作曲：KAN / 編曲：山崎淳

KANの楽曲のカバー。
3. YES-YES-YES / あぁ! [4:06]
  - 作詞・作曲：小田和正 / 編曲：高橋諭一

オフコースの楽曲のカバー。
4. てんとう虫のサンバ / 新ミニモニ。 [2:23]
  - 作詞：さいとう大三 / 作曲：馬飼野俊一 / 編曲：鈴木Daichi秀行

チェリッシュの楽曲のカバー。
5. 君がいるだけで / プッチモニV [4:28]
  - 作詞・作曲：米米CLUB / 編曲：藤澤慶昌

米米CLUBの楽曲のカバー。
6. 部屋とYシャツと私 / 田中れいな [5:08]
  - 作詞・作曲：平松愛理 / 編曲：江上浩太郎

平松愛理の楽曲のカバー。
7. 守ってあげたい / 新垣里沙・亀井絵里 [4:21]
  - 作詞・作曲：松任谷由実 / 編曲：湯浅公一

松任谷由実の楽曲のカバー。
8. 秋桜 / 高橋愛 [3:40]
  - 作詞・作曲：さだまさし / 編曲：鈴木俊介 / 弦編曲：真部裕

山口百恵の楽曲のカバー。
9. 未来予想図Ⅱ / ZYX-α [5:40]
  - 作詞・作曲：吉田美和 / 編曲：湯浅公一

DREAMS COME TRUEの楽曲のカバー。
10. ONLY YOU / 続・美勇伝 [4:12]
  - 作詞：氷室京介 / 作曲：布袋寅泰 / 編曲：鈴木Daichi秀行

BOØWYの楽曲のカバー。
11. 赤いスイートピー / タンポポ# [3:29]
  - 作詞：松本隆 / 作曲：呉田軽穂 / 編曲：大久保薫

松田聖子の楽曲のカバー。
12. for you… / リンリン [4:34]
  - 作詞：大津あきら / 作曲：鈴木キサブロー / 編曲：湯浅公一

髙橋真梨子の楽曲のカバー。
13. 関白宣言 / Berryz工房・真野恵里菜 [6:00]
  - 作詞・作曲：さだまさし / 編曲：高橋諭一

さだまさしの楽曲のカバー。
14. 世界は二人のために / 道重さゆみ・久住小春・光井愛佳・ジュンジュン [3:31]
  - 作詞：山上路夫 / 作曲：いずみたく / 編曲：大久保薫

佐良直美の楽曲のカバー。

## 参加メンバー
括弧内は所属のシャッフルユニット。
- モーニング娘。
  - 高橋愛 (High-King) ・新垣里沙 (ZYX-α)
  - 亀井絵里（タンポポ#）・道重さゆみ（続・美勇伝）・田中れいな (High-King)
  - 久住小春 (ZYX-α)
  - 光井愛佳（タンポポ#）・ジュンジュン（続・美勇伝）・リンリン（新ミニモニ。）
- Berryz工房
  - 清水佐紀 (High-King) ・嗣永桃子 (ZYX-α) ・徳永千奈美 (ZYX-α) ・須藤茉麻 (ZYX-α) ・夏焼雅（あぁ!）・熊井友理奈（タンポポ#）・菅谷梨沙子（続・美勇伝）
- ℃-ute
  - 梅田えりか (ZYX-α) ・矢島舞美 (High-King)・中島早貴（プッチモニV）・鈴木愛理（あぁ!）・岡井千聖（タンポポ#）・萩原舞（プッチモニV）
- 真野恵里菜（プッチモニV）
- ハロプロエッグ
  - 和田彩花 (ZYX-α) ・前田憂佳 (High-King) ・福田花音（新ミニモニ。）・佐保明梨（あぁ!）・小川紗季 (ZYX-α)
  - 竹内朱莉（新ミニモニ。）
  - 宮本佳林（新ミニモニ。）

## 参加ミュージシャン
- 高橋愛：Chorus (#1)
- 新垣里沙：Chorus (#7, #9)
- 亀井絵里：Chorus (#7, #11)
- リンリン：Chorus (#4)
- 清水佐紀：Chorus (#1)
- 嗣永桃子：Chorus (#9)
- 矢島舞美：Chorus (#1)
- 鈴木愛理：Chorus (#3)
- ハロプロエッグ：Chorus (#2, #13)
- つんく♂：Chorus (#4)
- 田中直：Programming (#1)
- 鎌田浩二：A. Guitar (#7, #10, #12), E. Guitar (#1, #7, #10, #12)
- CHINO：Chorus (#1, #7, #9, #12, #14)
- 山崎淳：Programming (#2), Guitar (#2)
- 竹内浩明：Chorus (#2, #3, #5, #9 - #11)
- 高橋諭一：Programming (#3, #13), Guitar (#3, #13), Chorus (#3)
- 鈴木 "Daichi" 秀行：Programming (#4, #10), Guitar (#4)
- 藤澤慶昌：Programming (#5), Guitar (#5)
- 江上浩太郎：Programming (#6)
- 湯浅公一：Programming (#7, #9, #12)
- 鈴木俊介：Programming (#8), Guitar (#8)
- 高尾俊行：Drums (#8)
- スティング宮本：Bass (#8)
- 松本圭司：Apf (#8)
- BIG：Perc (#8)
- 竹内良成：Flute (#8)
- 真部裕ストリングス：Strings (#8)
- 大久保薫：Programming (#11, #14)